# 1097

## Esdeveniments
- La primera de les croades arriba a Constantinoble
- Fundació del comtat que donarà lloc a Portugal (data no segura)

## Necrològiques
- Berenguer Ramon II, a Jerusalem, comte de Barcelona, Girona, Osona, Carcassona i Rasès.